# Jean Queval
Jean Queval, né à Paris le 29 avril 1913 et mort à Fontainebleau le 10 décembre 1990, est un écrivain, journaliste, traducteur et critique de cinéma français. Il est un des membres fondateurs de l'Oulipo.

## Biographie
Né le 29 avril 1913 dans le 18e arrondissement de Paris d'un père interprète havrais et d'une mère rouennaise, originaires du Pays de Caux, il perd sa mère à l'âge de deux ans et est élevé par sa grand-mère à Rouen, rue des Petites eaux du Robec. Envoyé par son père dans une école chrétienne, qu'il déteste, il ne brille certes pas au cours de sa scolarité, mais apprend tout de même l'anglais lors d'un long stage à l'île de Wight en 1930, où il tombe amoureux de l'Angleterre, et l'amour de la littérature, qui restèrent ses fondamentaux tout au long de sa vie. C'est aussi sa prédilection pour le français littéraire qui explique son attachement au quotidien royaliste et nationaliste L'Action française d'avant 1939, explique-t-il dans son autobiographie Tout le monde descend.
Après la rupture avec son père, qui aurait souhaité qu'il reprenne l'atelier de couture familial, il entame à sa majorité une carrière de journaliste sportif sous le pseudonyme de Jacques Dormeuil, notamment à L’Écho des sports, la Revue du Hockey, Sport et Santé, L’Aéro, La Revue du Tennis, Sporting, L’Auto. Il signe aussi des articles consacrés au sport dans des quotidiens généralistes, sous son pseudonyme. Il rencontre Bellin du Côteau, personnalité libérale et progressiste, qui lui demande de se lancer pour la première fois dans la critique cinématographique pour Les Nouvelles médicales. En même temps, il commence à travailler en dehors du sport pour Paris-Soir.  et pour des journaux de province, tel le Courrier du Centre,. 
Il devient en 1935 l'ami d'André Voisin (André Bourgeois, futur cofondateur et dirigeant de La Fédération) et renoue avec ses convictions monarchistes. Il collabore aux pages sociales du Courrier royal, dirigées par Voisin/Bourgois puis gagne Nevers pour y travailler comme secrétaire de rédaction au quotidien monarchiste Paris-Centre,. Marc Pradelle, directeur de L'Avenir du Loir-et-Cher, autre périodique royaliste, l'embauche en 1937 comme rédacteur en chef . Son pseudonyme apparait pourtant dans ce journal en 1936,. De retour à Paris, il collabore à divers journaux, notamment à La Justice sociale d'André Voisin qui milite alors pour le corporatisme,,. Il est alors hostile à la démocratie et admire Charles Maurras,. Le journal de ce dernier, L'Action française, accueille favorablement en 1938 son premier essai, Vert et gris, publié sous le pseudonyme de Jacques Dormeuil.
Sur les conseils de Marc Pradelle, il entre à la fin de l'année 1938 à la très anticommuniste agence de presse Inter-France de Dominique Sordet, pour y travailler à la documentation comme chef de service. Il quitte l'agence en juillet 1941 par hostilité à sa ligne de plus en plus collaborationniste et entre en résistance.
Il aurait été l'un des rares Français à avoir entendu l'appel du Général de Gaulle en direct, sur la BBC le 18 juin 1940, sans être cependant tout à fait convaincu que la France n'avait pas perdu la guerre[réf. nécessaire]. Il est arrêté en flagrant délit par la police française dans les rues de Paris en août 1941 pour avoir lacéré de nuit des affiches allemandes, et est transféré aux autorités militaires d'occupation. Il est cependant relâché dès le lendemain grâce à ses relations au sein d'Inter-France et à la complicité de certains policiers français qui détruisent les pièces compromettantes trouvées lors de la perquisition à son domicile et rédigent un rapport complaisant[réf. nécessaire]. Il fait partie d'un groupe informel de résistants, dès la fin de l'année 1940, avec notamment Marc Rucart, ancien ministre du Front populaire, et le démocrate-chrétien Francisque Gay.
Il est embauché en 1941 grâce à André Voisin au Comité d'organisation (C.O.) du bois, où il est chargé en tant que chef du service économico-social de la liaison avec les entreprises et les syndicats et de la formation. André Voisin l'intègre à l'équipe fondatrice de l'Office des comités sociaux, fondé en 1941, et lui permet d'enseigner à l'Institut d'études corporatives et sociales de Maurice Bouvier-Ajam,. C'est dans ce contexte qu'il publie en 1943 chez Fayard son deuxième livre, La Communauté d'entreprise. Il rompt définitivement avec l'Action française en 1943. 
Tout en continuant ses activités de résistant, il commence à emmagasiner systématiquement toute une documentation sur la collaboration dans la presse pendant l'Occupation, ce qui lui permet de publier dès mars 1945 Première page, cinquième colonne. Son livre décrit, textes à l'appui, les compromissions plus ou moins affirmées des journalistes parisiens sous l'Occupation. Queval raconte dans la partie inédite de Tout le monde descend que le manuscrit fut terminé le jour même de la Libération de Paris et qu'il fut arrêté par un barrage allemand sur le pont de la Concorde alors qu'il se rendait chez son ami et éditeur Jean Fayard avec le manuscrit. Le militaire allemand, fort âgé, ne lisait pas le français et le laissa passer. C'est le retentissement considérable de ce livre à l'époque qui assure à Jean Queval une certaine notoriété. 
L'une de ses cibles, Pierre-Antoine Cousteau, se venge plus tard, dans Après le Déluge, en qualifiant son livre de « rapport de police » et en affirmant qu'il travailla sous l'Occupation pour la très collaborationniste agence de presse Inter-France,. L'affirmation est reprise par deux autres anciens collaborationnistes, Saint-Paulien et Henry Coston. Le journaliste et historien Gérard Bonet confirme en 2021 son appartenance à Inter-France, mais jusqu'en 1941.
Pierre Assouline commente sévèrement le livre de Queval en 1997 : « Trois cent cinquante huit pages de règlements de comptes. (...) Ça se voulait un annuaire des traîtres. Un slogan eût suffi à le résumer : mort aux confrères ! Condamnés ou en instance de l'être, ils n'avaient pas les moyens de répondre ».  
Queval épouse sa première femme, Jeanne Duhamel, à la Libération. Elle est très proche de Georges Izard, cofondateur de la revue Esprit et ancien député du Front populaire pour la circonscription de Longwy, qui fut l'un des 80 parlementaires qui refusèrent de voter les pleins pouvoirs au maréchal Pétain en 1940. De cette union naissent deux filles jumelles, Élisabeth (1944-2016) - qui fera une longue carrière de bibliothécaire à la Bibliothèque nationale de France de 1968 à 2002 - et Françoise. Jeanne Queval meurt cependant des suites de l'accouchement. 
Il collabore à partir de 1945 au service province de l'Agence France-Presse, au service politique des Nouvelles du matin et collabore en même temps à Clartés, « hebdomadaire de combat pour la résistance et la démocratie », fondé à la Libération par Georges Izard, et écrit sur différents sujets. Il adhère à l'Union démocratique et socialiste de la Résistance (UDSR). Il devient critique de cinéma pour différents journaux, de Clartés, à L'Écran français ou l'hebdomadaire France. Il assure ainsi la chronique cinématographique du Mercure de France de 1947 à 1962. Il n'écrit pas cependant que sur le cinéma et collabore aussi à d'autres journaux comme le quotidien Combat, Le Populaire, Radio-Cinéma-Télévision, Paris-Normandie, Les Nouvelles littéraires, etc. Il travaille aussi pour la télévision dans les années 1950 et 1960. 
Il est membre du jury du festival de Cannes en 1953 et 1954 (pour les courts métrages), sous la présidence de Jean Cocteau. Il publie des monographies sur Marcel Carné, Jacques Prévert et Jacques Becker. Il est reconnu comme spécialiste du cinéma britannique. 
Il crée aussi avec Boris Vian et Raymond Queneau une association des amateurs de science fiction, le Club des savanturiers. Parallèlement, il commence une carrière littéraire, publiant L'Air de Londres en 1947, puis De l'Angleterre en 1956. Toute sa vie, il restera admiratif du Royaume-Uni pour son courage à affronter l'Allemagne nazie pendant la guerre. Il épousa sa seconde femme, une Britannique, Nan Kenyon, à Londres en 1949. De cette union nait leur fils Axel Queval en 1952. Ils viennent vivre à Héricy-sur-Seine, initialement à l'invitation de Georges Hourdin, le patron de la presse catholique française.  
Toujours très proche de son ami Raymond Queneau, il participe à la création de l'OULIPO en 1960, et sera un participant assez assidu pendant de nombreuses années.  
Parallèlement, il entame une carrière de traducteur de littérature de langue anglaise en français, notamment James Agee, Iris Murdoch, George Orwell, Scott et Zelda Fitzgerald, John Cowper Powys, Bertrand Russell, Thackeray.  
Il collabore aussi à l’Encyclopédie de la Pléiade et écrit des feuilletons pour la télévision (Les Beaux yeux d’Agatha, 1964 ; La Malle de Hambourg, 1972). Jean Queval a également publié un récit autobiographique, Tout le monde descend (1959) et un roman, Etc (1963). 
Écrivain discret mais prolifique, il a notamment laissé de nombreux inédits, notamment des scénarios d'après Les Feux du Batavia de Pierre Mac Orlan, de nombreux textes sur Hector Malot dont un scénario d'après L'Auberge du monde, un projet de film sur la langue française, un livre sur les précurseurs en littérature, un livre sur les écrivains français ayant écrit sur l'Angleterre, etc. qui sont tous conservés à l'IMEC à Caen, dans les archives Jean Queval.  
Jean Queval meurt le 10 décembre 1990 à Fontainebleau. Il est enterré avec sa seconde femme au cimetière d'Héricy (Seine-et-Marne).

## À l'Oulipo
Jean Queval est l'inventeur de l'alexandrin à longueur variable (ALVA). Claude Berge et Jacques Roubaud prouveront qu'un alexandrin peut se composer de 8 à 14 syllabes, en jouant sur toutes les possibilités de la métrique, comme les diérèses, les synérèses, ou les e muets. Il pose aussi le Principe de Queval, qui désigne des textes dont on pense qu'ils respectent une contrainte, mais qui en fait en respectent une autre avec une telle irrégularité que le clinamen, la dérogation à la contrainte, censée être une exception, devient la règle.
Il avait envisagé un « roman policier collectif » dont le titre aurait été 1-9 = 1, une pièce de théâtre oulipienne dont « le thème serait emprunté aux effets en chaine de la succession de Pologne », et proposé des contraintes interlinguistiques  de translittération phonétique, sur le modèle de celle employée par Queneau dans Zazie dans le métro.

## Œuvres

### Dans la Bibliothèque oulipienne
- , ; : ! ? !?! () [], BO no 24, 1984.
- Insecte contemplant la préhistoire suivi de Six autres exégèses tout aussi passionnantes, BO no 31, 1985.
- Écrits sur mesure, La Bibliothèque Oulipienne, no 32, 1985.

### Publications
Essais
- Jacques Dormeuil (pseudonyme), Vert et gris, chroniques du temps présent, Librairie de l'Arc, Paris, 1937.
- Communauté d'entreprise, Fayard, 1943.
- Première page, cinquième colonne, la collaboration dans la presse sous l'occupation, Fayard, 1945 (Lire en ligne le début)
- Qu'est-ce qu'Inter-France, dans Études de presse, n° 1, février 1946.
- Londres, Les Nouvelles littéraires, 1945.
- L'Air de Londres, Julliard, 1947.
- Rendez-vous de Juillet, avec Raymond Queneau, n°1 de cinéma en marche, Chavannes.
- De l’Angleterre, Gallimard, 1956.* Paysage, Mercure de France, 1er mai 1956.
- La fin des tramways, Mercure de France, Octobre 1957.
- Petite note sur le sujet de la discordance d es temps, Queneau à la décade de Cerisy de septembre 1960, temps mêlés, numéro spécial du 50naire, 1961.
- Tout le monde descend, essai d'autobiographie, Mercure de France, 1959, rééd. Plein Chant, 1988.
- Lexique des Dieux, Delpire 1968.

Poésie
- Pourquoi tant plumailler dans je ne sais quel cycle et Vous venez au cinéma, mademoiselle?, Mercure de France, décembre 1961.
- Tableau de la folie dans les anciens quartiers, Queneau à la décade de Cerisy de septembre 1960, temps mêlés, numéro spécial du 50naire, 1961.
- Lieux-dits, Mercure de France, 1963.
- Le voyage en Belgique, ou le petit livre de la protection, Temps mêlés, 1964.
- Le Point, Temps mêlés, 1967.
- En Somme, Paris, Gallimard, 1970 ; rééd. 1971.
- pour écrire un pont une île un poème, Entendez-vous, dans nos campagnes, Blues, Le cancre qui lisait Hector Malot, quatre poèmes Dans la nouvelle guirlande de Julie, Les Éditions ouvrières, 1976.
- Un fablier, Plein Chant, 1985.
- Sept poèmes, BdR, 1985.

Romans
- Etc, roman, Gallimard, 1963.
- Tout est bien qui finit mieux, Bordas, 1984.
- Nestor et Agamemnon, Messidor/Temps Actuels, 1986.

Télévision et cinéma
- Rubrique cinéma, puis cinéma et TV du Mercure de France 1947-1965.
- Le Cinéma anglais a-t-il tenu ses promesses?, dans Radio Cinéma, février 1951.
- Le Cinéma italien , Radio Cinéma, juin 1951.
- Marcel  Carné, Editions du  Cerf dans la collection 7e art, 1952.
- Marcel Carné, en langue anglaise, monographie du British Institute, 1952.
- Jacques Prévert, Mercure de France 1955.
- TV, de Jean Queval et Jean Thévenot, L'air du temps, Gallimard, 1957
- Jacques Becker, Seghers, Cinéma d'aujourd'hui, 1962.
- Encyclopedie du cinéma, sous la direction de Roger Boussinot, Bordas, tous les artiches sur le cinéma anglais et la moitié des articles sur le cinéma français.
- La Télévision en cause, Cahiers de l'ISMEA, Economies et Sociétés, n°2, 1975.
- Henri Storck ou la Traversée du cinéma, Bruxelles, Festival national du film belge, 1976.
- L'Angleterre et son cinéma, d'Olivier barrot, Philippe Pilard et Jean Queval, Cinéma d'aujourd'hui, n° 11, février-mars 1977.

Critique littéraire
- Henry Miller, Poésie 47, n° 37, Seghers, janvier-février 1947.
- Jacques Prévert: Bons contes, bons amis, Mercure de France, mai 1955.
- Raymond Queneau, essai, 1960,
- Max-Pol Fouchet, étude, Nouvelle édition, Paris, Seghers, 1969.
- Max-Pol Fouchet, Seghers, Poètes d'aujourd'hui.
- Queneau, discours et rêve, Nouvelle Revue Française, février 1971.
- Essai sur  Raymond  Queneau Paris, Seghers, 1971 (il s'agit bien d'un autre livre, cf archives IMEC, QVL/10/21.
- Christopher Smart, NRF, n° 260, août 1974
- Le Chiendent, édition annotée du roman de Raymond Queneau, Classiques contemporains, Bordas, 1975.
- Queneau, discours et rêve, NRF, février 1977.
- George Orwell: La Fille du Clergyman; Et Vive l'Aspidistra; Le Journal d'un Anglais moyen, NRF, Avril 1982.
- Raymond Queneau : portrait d’un poète, iconographie rassemblée et légendée par André Blavier, Paris, Veyrier, 1984.
- Queneau l'explorateur, Critique, décembre 1984.
- Les voyages de George Orwell, Critique, Mai 1984.
- Hector Malot, notre meilleur instituteur?, Cahiers Robinson n° 45, p.111 à 132, Artois presse université, 2019.
- Jacques Prévert, détonations poétiques, Les colloques Cerisy, inédit de Jean Queval p.297 à 311, Classiques Garnier, 2019.

Écrits de télévision et de cinéma
- Les Beaux Yeux d'Agatha, téléfeuilleton de  Bernard Hecht et Jean Queval, disponible à l'INA.
- La Malle de Hambourg, téléfeuilleton de Bernard Hecht et Jean Queval, disponible à l'INA.
- Les Filles impossibles, téléfeuilleton d'André Dhôtel et Jean Queval, commandé et accepté par l'ORTF mais non réalisé, texte inédit disponible dans les archives Queval à l'IMEC, QVL/4/10.
- Deux scénarios différents d'après Les  Feux du Batavia de  Pierre Mac Orlan, inédits conservé dans les archives Queval à l'IMEC, QVL/4/11.
- Scénario d'après L'Auberge du monde d'Hector Malot, inédit conservé dans les archives Queval à l'IMEC, QVL/5/9.

Théâtre
- Dieu avec nous, temps mêlés, 1965.
- Les Nouveaux commis-voyageurs, Aarevue, 1967.

Préfaces
- H G Wells, oeuvres, Mercure de France, 1963.
- Le Visage, Suzanne Arlet, Le Pavillon, coll. « Poètes et poésie », 1970.

Traductions
- La Ferme des animaux de George Orwell, Folio, Gallimard, réédité en 1984
- La Rose et l'anneau, de William Makepeace Thackeray, illustré par Alain Le Foll, Club Français du livre, 1960, et Mercure de France, 1964.
- Mémoires, de  David Crockett, Club Français du livre, 1961.
- Le Nuage noir, de Fred Hoyle, Club Français du livre, et Dunod, 1962.
- Œuvres de H. G. Wells, Mercure de France, 1963.
- L'Innommable Skipton, de Pamela Hansford Johnson, Mercure de France, 1966.
- Mao et la révolution chinoise, de Jérôme Ch'en, Mercure de France, 1968.
- Infantilia, de Lars Gyllensten, traduction de C. G. Bjurström et Jean  Queval, Gallimard, 1969.
- Pratique et théorie du bolchévisme de Bertrand Russel, Mercure de France, 1969.
- Médée l'Etrangère, de Willy Kirklund, traduction de C. G. Bjurström et Jean  Queval, Théâtre di monde entier, Gallimard,1970.
- Le rêve de Bruno,  d'Iris Murdoch, Gallimard, 1969.
- Louons maintenant les grands hommes, de James Agee, collection Terre humaine, 1972
- Le Corbeau d'Arabelle, de Joan Aiken, Arc-en-poche/Nathan, 1972.
- En explorant toute l'île de Grande-Bretagne, de Daniel Defoe, Payot, 1974.
- Car je considérerai mon chat Geoffrey, de Christopher Smart, NRF, n° 260, août 1974
- Une mort dans la famille, de  James Agee, Flamarion, 1975.
- Arabelle en croisière, de Joan Aiken, Arc-en-poche/Nathan, 1976.
- Le fantôme de Thomas Kempe, de Penelope Lively, Nathan, 1976.
- Les Enchantements de Glastonbury, volumes I à IV, de John Cowper Powys, Gallimard, 1976.
- Eclats du paradis, de Zelda et Francis  Scott Fitzgerald, Julliard, 1977.
- De mémoire indienne, de Richard Erdoes, Terre Humaine, Plon, 1977.
- Les Orties fleurissent de Harry  Martinsson, traduction de C. G. Bjurström et Jean  Queval, Stock, 1978.
- Est-ce que tu m'aimes de R. D. Laing, Stock/Monde ouvert, 1978.
- Peregrin ou la chevalerie, romans de la cour du roi Arthur, Garnier frères, 1979.
- Catchpole Story: L'incroyable aventure des enfants Catchpole,  de Catherine Starr, Nathan 1979.
- Harriet l'espionne,  de Louise Fitzburgh, Nathan, 1980.
- Beowulf : L'épopée fondamentale de la littérature anglaise, Gallimard, 1981.
- Une licorne pour son anniversaire, de Janice Elliott, Arc-en-poche/Nathan, 1981.
- Les aventures de Compère lapin, de Joel Chandler Harris et Ruth Sprigs, Nathan, 1981
- Le conte de la biche blanche, de James Thurber, Bordas, 1981.
- Histoire des animaux restés seuls sur la terre, de Penelope Lively, Arc-en-poche/Nathan, 1981.
- Un mouton pas comme les autres, de Richard Hughes, Arc-en-poche/Nathan, 1983.
- Puce et Cath, de Catherine Starr, Arc-en-poche/Nathan, 1985.
- Les Incroyables aventures de Mister Mac Miffic, de Sid Fleischman, Arc en poche 1988.
- Nijinski et autres poèmes, de Lars Forssel, traduit par C. G. Bjurström et Jean Queval, Orphée/LaDifférence, 1992.
- Madame la colonelle et autres nouvelles, de Somerset Maugham, Pavillon/Poche/Robert Laffont, 2010.

Dictionnaires et encyclopédie
- Dictionnaire de la Pléiade, Jeux et Sports, articles cricket, le sport et les athlètes, .
- Dictionnaire des œuvres contemporaines, Laffont Bompiani, 100 articles.

Divers
- Les Mauvaises fréquentations, de Gaston Ferdière et Jean Queval, Jean-Claude Simon, 1978.
- Tout est bien qui finit mieux, illustrations de Gilles Vuillemard, Paris, Bordas, 1984.
- Ecrire pour les enfants, dans Lire au collège, Grenoble, 7 janvier 1984, p 29-31.
- Un fablier, collages de Gilles Chapacou, Châteauneuf-sur-Charente, Plein chant, 1985.
- Passepartout interviewé, Sureau, n° 5-6 1985.
- Nestor et Agamemnon, préface d’Henry Thomas, avant propos d’Iris Murdoch, Paris, Messidor, 1986.
- Zinzin ; suivi de Une vie de chat, Paris, Messidor-la Farandole, 1987.

## Prix
Jean Queval a reçu : 
- le prix Halpérin Kamenski pour l'ensemble de ses traductions ;
- la bourse Beowulf pour son livre L’air de Londres ;
- le prix de la traduction pour Les enchantements de Glastonbury ;
- le prix Andersen pour Les Incroyables aventures de Mister Mac Miffic ;
- le prix Mac Orlan pour l’ensemble de son œuvre.